# Listrostachys
Listrostachys é um género botânico pertencente à família das orquídeas (Orchidaceae).